# 高井陽子
高井 陽子（たかい ようこ、本名:本柳 陽子、1976年3月7日 - ）は、日本のプロゴルファー。クラウンヒルズ京都ゴルフ倶楽部に所属。京都府舞鶴市出身。身長165cm、体重54kg。血液型はB型。近畿大学卒業。
夫はオリックス・バファローズなどで活躍した元プロ野球選手の本柳和也（現在は会社員）。

## 人物
- ゴルフ歴は15歳からで父の進めではじめた[1]。趣味はスポーツ観戦[1]。
- 目標としているプロゴルファーはアニカ・ソレンスタムで理由は「世界一強い女性だと思うから」[1]。
- 夫・本柳とは2007年,10月13日に結婚した[2]。